# ГЕС Гуатапе
ГЕС Гуатапе — гідроелектростанція у центральній частині Колумбії. Знаходячись перед ГЕС Лас-Плаяс, становить одну зі станцій верхнього ступеню — поряд з ГЕС Jaguas — у дериваційному каскаді, який використовує ресурси річок Наре та Гуатапе, лівих приток Самана-Норте, котра в свою чергу є лівою притокою Магдалени (впадає до Карибського моря в місті Барранкілья). При цьому інша станція верхнього ступеню використовує ресурс із тієї ж річки, проте відбираючи його нижче по течії, а тому має і значно менший напір.
У межах проекту річку Наре перекрили земляною греблею Санта-Ріта висотою 60 метрів та довжиною 360 метрів. Крім того, звели дві допоміжні земляні споруди — висотою 32 метри при довжині 200 метрів та висотою 47 метрів при довжині 240 метрів. Разом вони утримують найбільше в Колумбії водосховище Peñol-Guatapé з площею поверхні 62,4 км2 та об'ємом 1236 млн м3 (з них корисний об'єм 1169 млн м3).
У сховищі облаштовано два водозабори, з яких через шахти ресурс потрапляє до дериваційних тунелів довжиною по 4,9 км. Останній прямують у сточище Гуатапе та на завершальному етапі переходять у напірні водоводи до підземного машинного залу, розташованого на глибині 650 метрів. Доступ до нього персоналу здійснюється через тунель довжиною 2 км.
Основне обладнання станції становлять вісім турбін типу Пелтон потужністю по 70 МВт, які при напорі у 810 метрів забезпечують виробництво 2730 млн кВт-год електроенергії на рік. Введення гідроагрегатів у експлуатацію відбулось двома чергами у 1971—1972 та 1979—1980 роках (при цьому гребля Санта-Рита також споруджувалась двома етапами — в 1970-му її довели до висоти у 30 метрів, після чого в 1973—1976-му наростили до зазначеного вище показника).
Відпрацьований ресурс транспортується в Гуатапе по відвідних тунелях завдовжки 4,6 км.
Видача продукції відбувається по ЛЕП, розрахованих на роботу під напругою 230 кВ та 110 кВ.